# Rue de l'Aérodrome
 (signalé en août 2025).
Si vous disposez d'ouvrages ou d'articles de référence ou si vous connaissez des sites web de qualité traitant du thème abordé ici, merci de compléter l'article en donnant les références utiles à sa vérifiabilité et en les liant à la section « Notes et références ».
- Archive Wikiwix
- Bing
- Cairn
- DuckDuckGo
- E. Universalis
- Gallica
- Google
- G. Books
- G. News
- G. Scholar
- Persée
- Qwant
- (zh) Baidu
- (ru) Yandex
- (wd) trouver des œuvres sur Wikidata

 (août 2025).
Motif : Rue sans notoriété évidente. Sources secondaires semblent absentes.
- Archive Wikiwix
- Bing
- Cairn
- DuckDuckGo
- E. Universalis
- Gallica
- Google
- G. Books
- G. News
- G. Scholar
- Persée
- Qwant
- (zh) Baidu
- (ru) Yandex
- (wd) trouver des œuvres sur Wikidata

| 1. | Préciser le motif de la pose du bandeau. | Précisez le motif de la pose du bandeau en utilisant la syntaxe suivante : {{admissibilité à vérifier\|date=août 2025\|motif=remplacez ce texte par le motif}}                          |
| 2. | Informer les utilisateurs concernés.     | Pensez à avertir le créateur de l'article, par exemple, en insérant le code ci-dessous sur sa page de discussion : {{subst:avertissement admissibilité à vérifier\|Rue de l'Aérodrome}} |

La rue de l'Aérodrome (en néerlandais: Vliegveldstraat) est une rue bruxelloise de l'ancienne commune de Haren qui va de la chaussée de Haecht à la rue Arthur Maes.
La numérotation des habitations va de 3 à 131 pour le côté impair et de 2 à 104 pour le côté pair.
Son nom vient de l'ancien aérodrome de Haren. D'ailleurs, lors de la construction d'une maison des numéros 70, est apparue une structure rectangulaire en briques d'environ 2 m. de long qu'on a imaginé appartenir à l'assise d'un canon anti-aérien.[réf. nécessaire]